# Euthria cornea
Espèce
Synonymes
- Buccinulum corneum (Linnaeus, 1758)

Euthria cornea est une espèce de mollusques gastéropodes appartenant à la famille des Tudiclidae.

## Répartition
Cette espèce vit dans l'est de l’Atlantique et en Méditerranée.

## Description
- Longueur : 2 à 8 cm.